# Eva Wolfangel

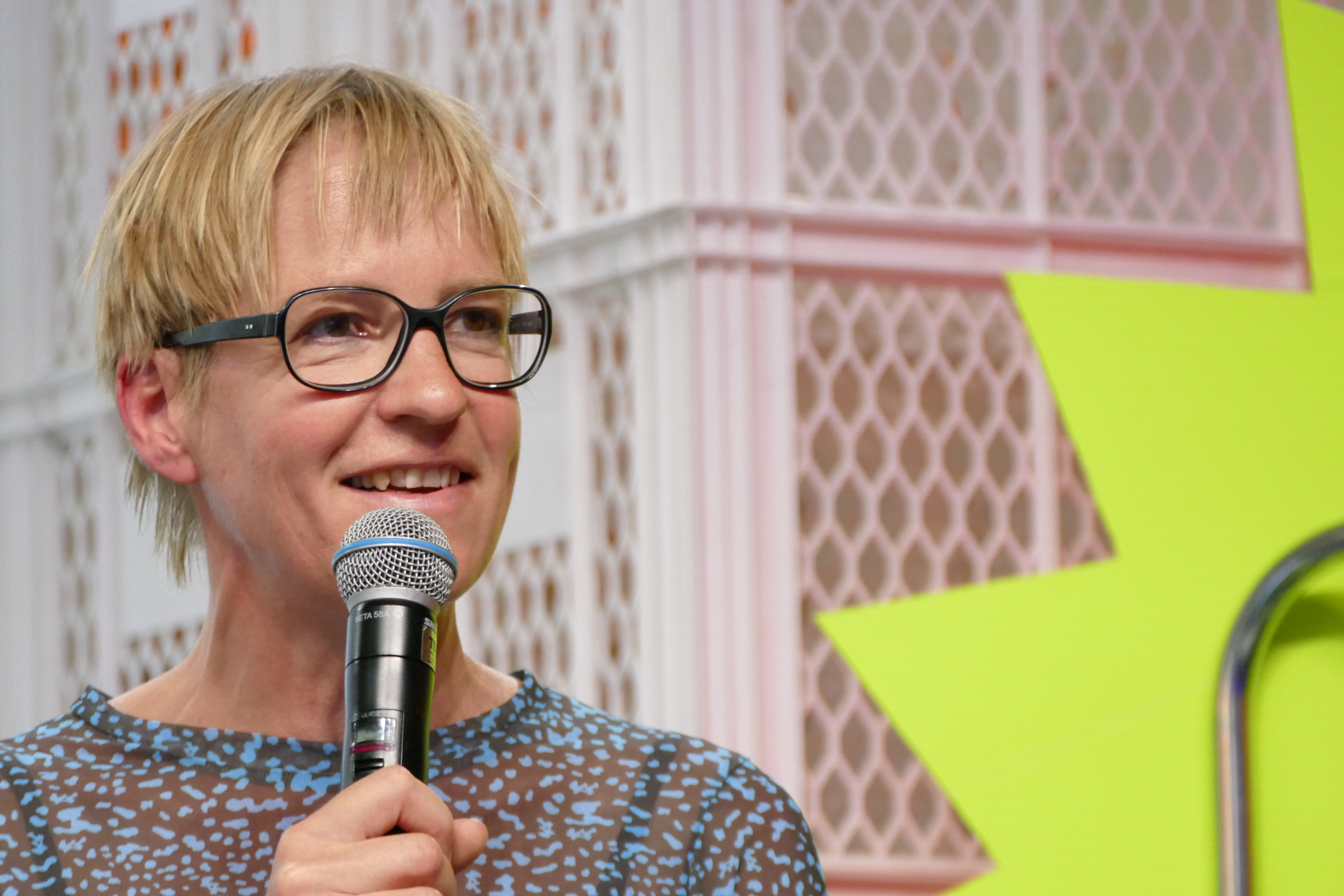
Eva Wolfangel 2023

Eva Wolfangel (* 1975) ist eine deutsche Journalistin und Kulturwissenschaftlerin.

## Werdegang
Eva Wolfangel absolvierte an der Humboldt-Universität in Berlin ein Studium der Kulturwissenschaften, das sie 2002 abschloss. Von 2003 bis 2007 war sie Redakteurin bei der Eßlinger Zeitung, wechselte 2008 jedoch in die Selbständigkeit. Seit 2014 ist sie ausschließlich freiberuflich tätig.
2019/2020 wurde sie am Massachusetts Institute of Technology für das Knight Science Journalism Fellowship Program ausgewählt, zu dem jährlich zehn Personen des Wissenschaftsjournalismus ausgewählt werden.
Ihre Reportagen zu Technikethik, Künstlicher Intelligenz sowie anderen Themen aus den Bereichen Informatik und Digitalisierung verbinden kreative Erzähltechnik und Wissenschaftsjournalismus. Sie schreibt für die ZEIT, Geo, Spiegel, Brand eins, Technology Review und Spektrum der Wissenschaft und wurde unter anderem mit dem Medienpreis Luft- und Raumfahrt sowie dem European Science Writer of the Year Award ausgezeichnet.
Die Besonderheit an Wolfangels Arbeiten ist ihre Erzählweise: sie vermittelt komplexe wissenschaftliche und technische Zusammenhänge mit den Mitteln von Reportage und Storytelling, um sie lebendig und allgemeinverständlich werden zu lassen.
Eva Wolfangel ist neben ihrer journalistischen Tätigkeit auch als Moderatorin und Speakerin tätig und lebt mit ihrer Familie in Stuttgart.

## Werke
- Mit Alexandra Wolters. Mehr Gesundheit für eine Gesellschaft des langen Lebens. Robert Bosch Stiftung, Stuttgart 2021, ISBN 978-3-939574-69-9.
- Ein falscher Klick: Hackern auf der Spur: warum der Cyberkrieg uns alle betrifft. Penguin Verlag, München 2022, ISBN 978-3-328-10904-4.

## Auszeichnungen
- 2007: Ludwig-Bölkow-Journalistenpreis des EADS[7]
- 2007: Medienpreis Luft- und Raumfahrt für Der Antrieb treibt Anuscheh Nawaz um, Kategorie Print; Esslinger Zeitung[8]
- 2008: Medienpreis Mittelstand, Humboldt-Universität Berlin (Nachwuchspreis)[9]
- 2016: Journalistenpreis Informatik, Universität Saarbrücken, für Die perfekte Erinnerung (ZEIT Nr. 4/16)[10]
- 2018: European Science Writer of the Year Award, Association of British Science Writers[11][12]
- 2019/2020: Knight Science Journalism Fellow am MIT
- 2020: Georg von Holtzbrinck Preis für Wissenschaftsjournalismus[13]
- 2020: Deutscher Reporter:innenpreis für die beste Wissenschaftsreportage[14]
- 2024: Journalistin des Jahres in der Kategorie „Wissenschaft“ des Medium Magazins[15]